# キララウス山
キララウス火山（英語: Mount Killaraus）は、 アイルランドの伝説上の山。

## ジェフリー・オブ・モンマス『ブリタニア列王史』の記述
アンブロシウス・アウレリアヌスのブルターニュ半島の流刑からの帰還、ヴォーティガンの討伐した後、ブリトン人を集めサクソン人を討伐、サクソン人首長ヘンギスト（Hengist）を殺害。勝利の記念碑の作成をマーリンに依頼する。
マーリンは、巨人がアフリカからキララウス山へ運んでいた環状列石「Giant's Round 」を使うことを計画。ユーサー・ペンドラゴンは、15,000人の男とともに石を運ぼうとするが重すぎて動かない。マーリンは魔法で石をソールズベリー平原（Salisbury Plain）に移す。それらの石が以来ストーンヘンジとして建っている。

## 参照
- Christopher Chippindale, Stonehenge Complete, Thames and Hudson, London, 2004
- ジェフリー・オブ・モンマス『ブリタニア列王史』, 1136年